# Hypostomus varimaculosus
Hypostomus varimaculosus är en fiskart som först beskrevs av Fowler, 1945.  Hypostomus varimaculosus ingår i släktet Hypostomus och familjen Loricariidae. IUCN kategoriserar arten globalt som livskraftig. Inga underarter finns listade i Catalogue of Life.